# 小行星7291
小行星7291（7291 Hyakutake）是一颗围绕太阳公转的小行星。1991年12月13日，大友哲在藤枝市发现了此天体。
該小行星以日本業餘天文學家百武裕司命名。
这颗小行星的绝对星等为302.60863等。